# Monarch Cove
Monarch Cove é uma telenovela de horário nobre que estreou no Lifetime no dia 4 de novembro de 2006. Foram exibidos quatorze episódios, tendo o último terminado em 16 de dezembro de 2006.

## Premissa
Depois de cumprir seis anos de prisão pelo assassinato de seu pai, injustamente acusada Bianca Foster (Virginia Williams) retorna à sua cidade natal, Monarch Cove.
É baseada na série alemã Bianca – Wege zum Glück. Foi produzida pela FremantleMedia, uma empresa-irmã da Universum Film AG (UFA), que produziu o original.

## Elenco
Ator (Personagem)
- Virginia Williams (Bianca Foster)
- Samantha Shelton (Kathy Foster)
- Shirley Jones (Grace Foster)
- Matt Funke (Ben Foster)
- Kieren Hutchison (Jake Preston)
- Robert Coleby (Alexander Preston)
- Rachel Ward (Arianna Preston)
- Vanessa Lengies (Sophia Preston)
- Simon Rex (Eddie Lucas)
- Samantha Healy (Elizabeth DeBrett)
- Stephen Martines (Parker Elian)
- Craig Horner (Caleb)